# Римокатоличка црква арханђела Михаила у Оџацима
Римокатоличка црква арханђела Михаила у Оџацима подигнута је у периоду од 1818. до 1821. године, представља непокретно културно добро као споменик културе од великог значаја..
Данашња црква је саграђена на месту старије цркве из друге половине 18. века, као репрезентативна монументална грађевина са плитким трансептом, рад зидара Јохан Шмаус из Апатина. Посебно је декоративна главна фасада са три торња, средњим вишим од бочних, и класицистички решеним средишњим делом, где се над главним улазом налази запис на латинском језику о посвети храма арханђелу Михаилу, којим се грађевина датује у 1821. годину. Обилато коришћени мотиви грчке и египатске орнаментике дају грађевини обележје историцизма. 
Унутрашњост светилишта и бочних просторија уз њега, хор, олтари и предикаоница, су архитектонски и скулпторски раскошно обрађени. Поред слободних скулптура, уз светилиште су изведене бојене и позлаћене рељефне представе у дрвету на предикаоници и на балкону хора. На главном олтару је слика арханђела Михаила како пробада сотону, рад Јозефа Пешкиа из 1834. године. Слике на олтарима потичу из прве и друге половине 19. века, међу којима је и једна слика Светог Тројства, рад бечког мајстора Полака, копија по Рубенсу. 